# العلاقات الصينية التنزانية
العلاقات الصينية التنزانية هي العلاقات الثنائية التي تجمع بين الصين وتنزانيا.

## مقارنة بين البلدين
هذه مقارنة عامة ومرجعية للدولتين:
| وجه المقارنة                                              | الصين                    | تنزانيا                        |
| --------------------------------------------------------- | ------------------------ | ------------------------------ |
| المساحة (كم2)                                             | 9.60 مليون               | 947.30 ألف                     |
| عدد السكان (نسمة)                                         | 1.33 مليار               | 57.31 مليون                    |
| الكثافة السكانية (ن./كم²)                                 | 138.54                   | 60.5                           |
| العاصمة                                                   | بكين                     | دودوما                         |
| اللغة الرسمية                                             | اللغة الصينية القياسية   | اللغة السواحلية، لغة إنجليزية  |
| العملة                                                    | رنمينبي                  | شيلينغ تانزاني                 |
| الناتج المحلي الإجمالي (بليون دولار)                      | 12.24 تريليون            | 52.09 مليار                    |
| الناتج المحلي الإجمالي (تعادل القوة الشرائية) بليون دولار | 19.82 تريليون            | 138.73 مليار                   |
| الناتج المحلي الإجمالي الاسمي للفرد دولار أمريكي          | 8.03 ألف                 | 878                            |
| الناتج المحلي الإجمالي للفرد دولار أمريكي                 | 13.21 ألف                | 2.54 ألف                       |
| مؤشر التنمية البشرية                                      | 0.728                    | 0.521                          |
| رمز المكالمات الدولي                                      | +86                      | +255                           |
| رمز الإنترنت                                              | .cn، .中国 ‏، .中國 ‏      | .tz                            |
| المنطقة الزمنية                                           | توقيت الصين، ت ع م+08:00 | ت ع م+03:00، توقيت شرق أفريقيا |

## مدن متوأمة
في ما يلي قائمة باتفاقيات التوأمة بين مدن صينية وتنزانية:
- ترتبط هايكو مع مدينة زنجبار باتفاقية توأمة منذ 2 نوفمبر 1998.[15][16][15][15]

## منظمات دولية مشتركة
يشترك البلدان في عضوية مجموعة من المنظمات الدولية، منها:
| علم المنظمة | اسم المنظمة                                                | تاريخ انضمام الصين | تاريخ انضمام تنزانيا |
| ----------- | ---------------------------------------------------------- | ------------------ | -------------------- |
|             | مؤسسة التنمية الدولية                                      | 24 سبتمبر 1960     | 6 نوفمبر 1962        |
|             | يونسكو                                                     | 4 نوفمبر 1946      | 6 مارس 1962          |
|             | وكالة ضمان الاستثمار متعدد الأطراف                         | 30 أبريل 1988      | 19 يونيو 1992        |
|             | الأمم المتحدة                                              | 25 أكتوبر 1971     | 14 ديسمبر 1961       |
|             | العملية المشتركة للاتحاد الأفريقي والأمم المتحدة في دارفور | ?                  | ?                    |
|             | الاتحاد البريدي العالمي                                    | ?                  | ?                    |
|             | البنك الدولي للإنشاء والتعمير                              | 27 ديسمبر 1945     | 10 سبتمبر 1962       |
|             | الاتحاد الدولي للاتصالات                                   | 1 سبتمبر 1920      | 31 أكتوبر 1962       |
|             | منظمة حظر الأسلحة الكيميائية                               | ?                  | ?                    |
|             | مؤسسة التمويل الدولية                                      | 15 يناير 1969      | 10 سبتمبر 1962       |
|             | المركز الدولي لتسوية المنازعات الاستشارية                  | 6 فبراير 1993      | 17 يونيو 1992        |
|             | منظمة التجارة العالمية                                     | 11 ديسمبر 2001     | 1995                 |
|             | منظمة الشرطة الجنائية الدولية                              | ?                  | ?                    |
|             | البنك الإفريقي للتنمية                                     | ?                  | ?                    |

## وصلات خارجية
- موقع وزارة الخارجية الصينية
- موقع وزارة الخارجية التنزانية